# 醇亲王府南府
醇亲王府南府位于北京市西城区太平湖东里鲍家街43号、宗帽胡同甲2号，原为醇亲王奕譞的府第。
现为中央音乐学院、北京市西城区金融街社区教育学校暨北京市西城区金融街少年宫所使用。

## 历史
醇亲王府南府的府址最早是清朝顺治年间努尔哈赤次子礼亲王代善之孙喀尔楚浑贝勒的宅邸。乾隆年间改为荣亲王府。荣亲王永琪为清高宗第五子，乾隆三十年（1765年）获封荣亲王。道光三十年（1850年），清宣宗第七子奕譞获封为醇郡王。咸丰十年（1860年），奕譞奉旨与懿贵妃叶赫那拉的妹妹成婚，依例先行分府出宫，他受赐的府邸坐落在宣武门内的太平湖东岸，即现在的中央音乐学院所在的地方。同治十一年（1872年）晋封醇亲王，府第被称为“醇亲王府”，因为奕譞是道光皇帝第七子，所以俗称“七爷府”。奕譞的次子载湉就出生在该府中。
同治十三年（1874年）同治帝载淳逝世，奕譞的次子载湉嗣位，年号为光绪。由于载湉入继大统，其出生地醇亲王府成为“潜龙邸”，按照清朝制度应当升为宫殿，或者空闲起来，或者改为庙宇，因此醇亲王奕譞按照规矩应当迁出。光绪十四年（1888年），什刹海后海北岸原来的贝子府被赐予醇亲王奕譞，醇亲王府乃迁至后海北岸，即今醇亲王府北府，老醇亲王府被称作南府。奕譞逝世后，醇亲王府南府的前半部改建为醇贤亲王祠，后半部仍作为“潜龙邸”。
中华民国时期，民国大学曾使用醇亲王府南府的房屋作为校舍。抗日战争时期，民国大学南迁，此处改为民国大学附中。
1950年，此处改为私立新中中学。后来，又被中央音乐学院和北京市第三十四中学使用。再后来，北京电子电器职业高中、燕京职工大学先后在此办学。
2006年，醇亲王府南府大修完工，修缮了东路三组院落、西路两组院落，中路的后罩楼、转角房，共计24座单体建筑。大修完工后，以上建筑成为金融街社区教育学校的办学场所。其他部分仍由中央音乐学院使用。
2006年，醇亲王府南府部分建筑大修完毕后，在醇亲王府南府东墙北端的大门（该大门为金融街社区教育学校暨金融街少年宫的大门）内的北侧立《重修醇亲王府南府记》碑，原碑文为自右至左竖排：
|  | 重修醇亲王府南府记 醇亲王府「南府」原为荣亲王府。咸丰九年「1859」道光皇帝七子醇亲王奕譞在此设府。同治十三年「1875」醇亲王奕譞次子载湉嗣位，年号光绪。因光绪皇帝在府内槐荫斋出生，遂为潜龙邸。民国以来，多所院校在此兴学。历经百年风雨，楼堂荒于修葺而倾颓或因办学所需而改建。市区两级政府向以南府为重点文物，于公元二零零五年投巨资经专家考据，仿其旧制，精心营造，将府内东、西两路及中路后罩楼等建筑于公元二零零六年修葺一新，昔日王府得以重光。楼阁雕甍，竹影花香，古韵悠然。仰古人之遗风，俯今世之盛事。遂将此府辟为金融街社区教育学校暨金融街少年宫。汇聚群贤，培育良材，琴棋书画得以养性，科技新知用以布德。此乃开社区办学之先，誉为全国首创。人文之脉不断，先哲余韵相承，欣逢盛世意义非凡。故勒碑为记，以垂久远。 北京市西城区金融街街道 北京市西城区教育委员会 公元二零零六年十二月立 |

2011年9月6日，中共中央政治局常委李长春、中共北京市委书记刘淇等领导来到位于醇亲王府南府的金融街社区教育学校视察指导教育工作开展情况。
1989年，醇亲王府南府被列为西城区文物保护单位。2011年，醇亲王府南府被列为北京市文物保护单位。

## 建筑结构
醇亲王府南府坐北朝南，东侧为住宅，西侧为花园。东侧住宅部分又分为中路、东路、西路。中路前部（从府门到银安殿原址）是办公用房及礼堂，中部（启门、神殿）是职工宿舍，均为中央音乐学院占用。中路后部的遗念殿（后罩楼）以及东路北部、西路北部的建筑则由北京市西城区金融街社区教育学校占用。如今，中路狮子院、启门内神殿、遗念殿（后罩楼）以及东西配殿、东路北部四进院落、西路三进房屋、王府南北及东部部分府墙保存完好，现存文物建筑5661平方米。
中路建筑原来自南向北依次是府门、宫门、银安殿、启门、神殿、遗念殿（后罩楼）。如今银安殿已拆除，其他建筑尚存。
- 府门：面阔三间，两侧有八字影壁。府门内为狮子院，该院有东、西二门分别至鲍家街和西院。[2]
- 宫门：府门、宫门形成的四合院（俗称“狮子院”）尚存。一对石狮应该是清朝咸丰年间兴建王府时雕刻，原位于府门外，后来被移到院内，放在宫门前。[2]
- 银安殿：为前出丹墀的建筑。已拆除，原址新建中央音乐学院礼堂一座。[2]
  - 东、西配殿：已拆除。[2]
- 启门：启门内为一单独的四合院，北为神殿，有东、西配殿。东、西配殿和启门之间有转角房连接。[2]
- 神殿：位于启门内正北。该殿东西两侧各有一小殿。[2]
  - 东、西配殿：位于神殿前的东西两侧。[2]
- 遗念殿（后罩楼）：位于神殿正北，为二层楼。[2]

东路、西路原来各有六进院落。现存东路北部四进院落、西路三进房屋。
西侧的花园位于太平湖东侧，引太平湖水入园，建有亭、榭、船坞等等建筑。太平湖已彻底消失。花园也早已被拆除，改为中央音乐学院的操场。
2009年1月7日，醇亲王府南府戏台修缮完工。戏台坐落于醇亲王府南府西路的一间正房内，为内置戏台，该院西屋为“槐荫斋”，据说为光绪帝的出生地，但学者仍存争议。该戏台是位于此处的北京市西城区金融街社区教育学校根据老照片修复的，修复后用于该校的金声国乐团进行演出。
醇亲王府南府内的中央音乐学院礼堂修建于1960年，1979年正式对外开放。该礼堂按照音乐演出的效果设计，所以效果非常好。楼下有24排座位，楼上有9排座位，共有969个座位。后来，该礼堂定名“中央音乐学院音乐厅”。